# 小行星1349
小行星1349（1349 Bechuana）是一颗绕太阳运转的小行星，为主小行星带小行星。该小行星于1934年6月13日发现。
該小行星以貝專納命名。

## 轨道参数
小行星1349的轨道半长轴为3.0125957 UA，离心率为0.158。